# Seetor (Angermünde)

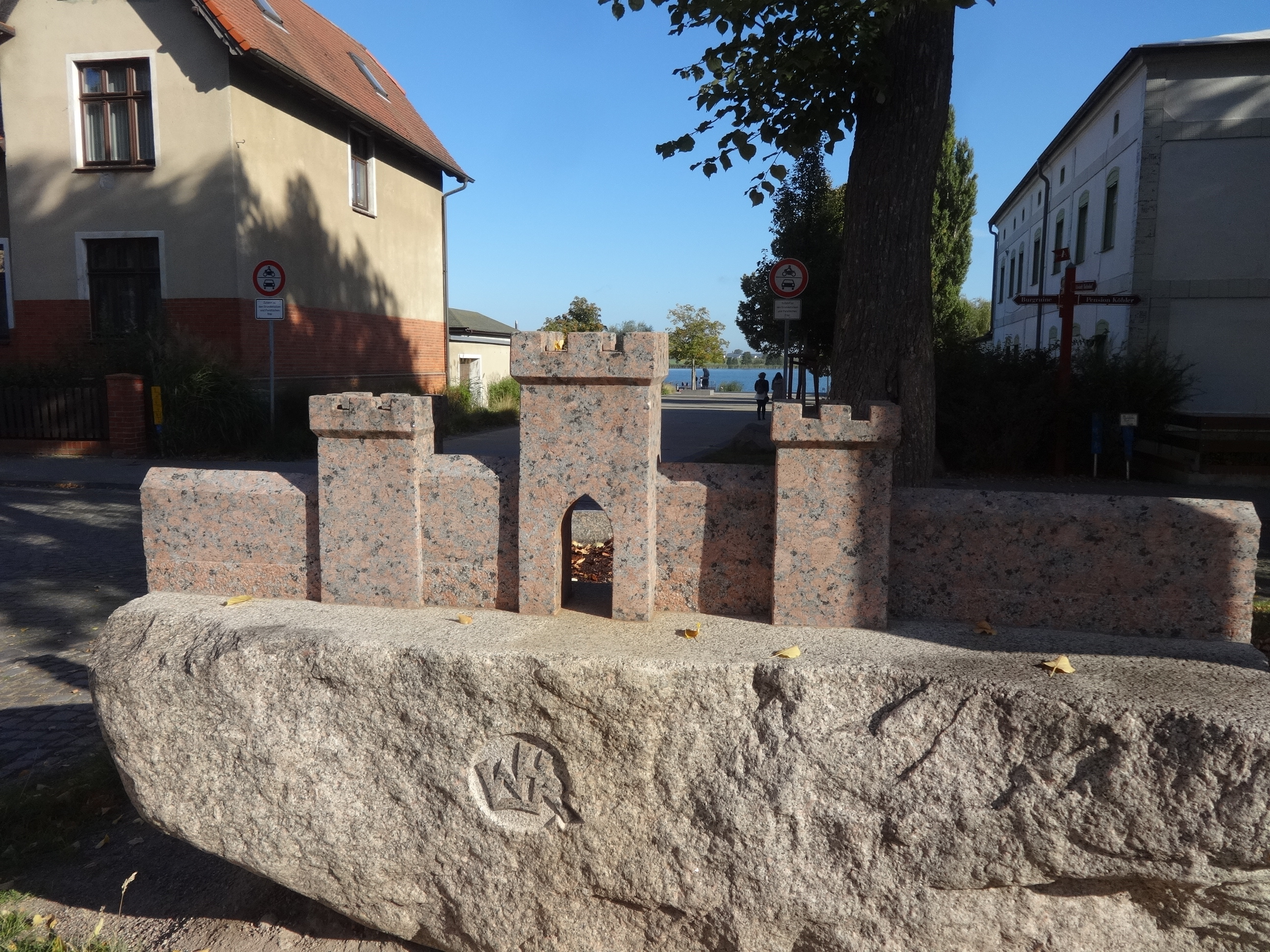
Modell des ehemaligen Seetores

Das Seetor war ein Teil der mittelalterlichen Stadtbefestigung von Angermünde, einer Stadt im Landkreis Uckermark im Land Brandenburg.

## Geschichte
Angermünde besaß im Mittelalter eine Stadtbefestigung mit einer umlaufenden Stadtmauer aus Feldsteinen, welche die Stadt gegen Angreifer schützte. Das Seetor war das kleinste der vier Stadttore und ermöglichte den Bürgern einen Durchgang sowohl auf die angrenzenden Wiesen und Weiden, wie auch zum Fischen auf dem nördlich gelegenen Mündesee. Überlieferungen zufolge lag der Wasserspiegel des Gewässers im Mittelalter rund zwei Meter über dem Stand im 21. Jahrhundert. Da bei Überschwemmungen somit auch die angrenzenden Gebäude in Mitleidenschaft gezogen wurden, errichteten die Angermünder ein Bollwerk, dessen Reste bei Erdarbeiten im 20. Jahrhundert gefunden wurden. Durch Melioration gelang es, den Wasserspiegel des Sees mehrfach abzusenken, um Bauland entlang der neu errichteten Seestraße sowie der Mündeseepromenade zu gewinnen. Mit der zunehmenden Industrialisierung der Stadt wurden die Durchfahrten der Tore zu eng für den aufkommenden Verkehr und wurden abgebrochen. Bei diesen Arbeiten fanden Bauarbeiter 1827 am Seetor einen Hirschkopf sowie eine unleserliche Tafel aus Bronze. Zur Erinnerung an das Tor hat die Stadt einen behauenen Findling in Form des Tores sowie eine Informationstafel an der Seestraße/Ecke Wasserstraße aufgestellt.

## Sage

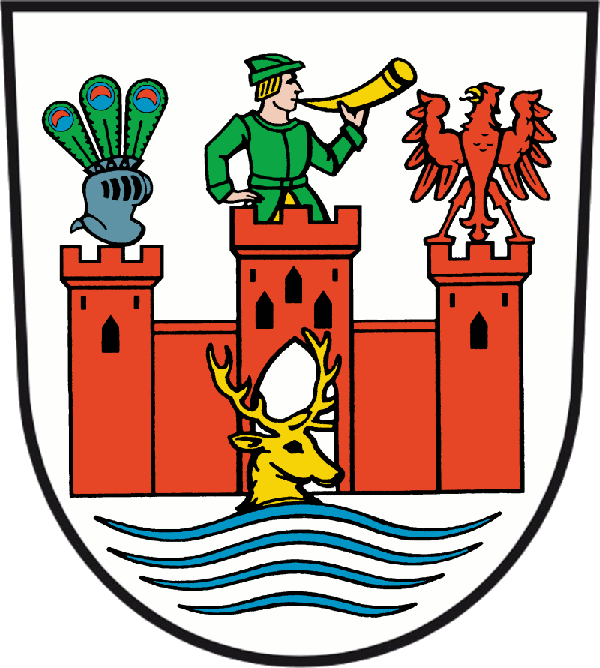
Wappen der Stadt

Das Seetor ist Bestandteil des Angermünder Stadtwappens. Einer Sage zufolge jagten die Brandenburger Markgrafen in der Gegend um Angermünde und trieben einen Hirsch vor sich her, der sich durch einen Sprung in den Mündesee retten wollte. Er durchquerte den See sowie das Seetor und wurde anschließend von einem Jäger erlegt. An das Ereignis wird beim alljährlichen Hirschschwimmen erinnert.